# Битка в Тревненския проход
Битката при Тревненския проход се провежда през пролетта на 1190 г. в планините около днешния град Трявна. Резултатът е българска победа, която подсигурява успехите, постигнати от началото на въстанието на Асен и Петър през 1185 г.

## Причини за конфликта
След втората кампания в Мизия и безплодната обсада на Ловеч през 1187 г., византийският император Исак II Ангел е принуден временно да поиска примирие и по такъв начин де факто да признае независимостта на България. До 1189 г. и двете страни спазват примирието.
Българите използват това време, за да организират администрацията и армията си. Когато рицарите от третия кръстоносен поход достигат българските земи край Ниш, Асен и Петър предлагат помощ от 40 000 Кумани на императора на Свещената римска империя Фридрих I Барбароса, за да се бори срещу Византия. Обаче отношенията между рицарите и византийците се успокоили и българското предложение било отклонено.

## Ход на военните действия
Византийците подготвят трета кампания за отмъщение за българските действия. Като предишните две нападения те успяват да преодолеят старопланинските проходи. Правят заблуждаваща маневра, че ще преминат край морето при Поморие, но вместо това се насочват на запад и минават през Ришкия проход към Преслав. Византийската армия в строй се отправя на запад, за да обсади столицата Търново. По същото време византийският флот достига Дунав, за да попречи на помощните кумански отряди от северните български територии.
Обсадата на Търново е неуспешна. Защитата на града е водена от самия Иван Асен и морала на войниците му е бил много висок. Византийският морал обаче е доста нисък поради няколко причини: липсата на военни успехи, тежки загуби и особено факта, че заплатите на войниците били неизплатени. Това е използвано от Асен, който изпраща агент, представящ се за беглец във византийския лагер. Човекът казал на Исак II, че въпреки усилията на флота огромна куманска армия преминава река Дунав и се насочва към Търново, за да освободи обсадата. Византийският император се паникьосал и незабавно отзовал армията си и напуснал през най-близкия проход.
Българският цар заключил, че опонентът му ще премине през Тревненския проход. Византийската армия под строй се насочила на юг и войниците и обоза се проточили на километри. Българите достигнали прохода преди тях и направили засада от височините на тесния проход. Византийският авангард концентрирал атаката си в центъра, където били българските лидери. Щом се срещнали двете сили настанала битка лице в лице, през това време българите, които са застанали на височините, обсипвали византийската армия с камъни и стрели. В паниката си византийските сили се пречупили и започнали неорганизирано отстъпление. Българите убили всеки изпречил се на пътя им. Исак II Ангел едва избягал. Византийският историк Никита Хониат написал, че само Исак Ангел избягал, а повечето от другите загинали.

## Последици
Битката била невероятна катастрофа за византийците. Българската армия пленила императорското съкровище, включително и златния шлем на византийските императори, короната и императорският кръст, които се смятали за най-ценните притежания на византийските управители. Тези трофеи по-късно станали гордостта на българската съкровищница и били носени около столицата Търново по време на официални церемонии. Тази решителна победа потвърдила силата на новообразуваното Второ българско царство.